# Graviola Ewing
Lydia Graviola Ewing, później Burgess i Andino (ur. 6 września 1930 w Puerto Barrios, zm. 27 marca 2020) – gwatemalska lekkoatletka, sprinterka. 
Dwukrotna medalistka igrzysk Ameryki Środkowej i Karaibów w konkurencjach indywidualnych (1950) – brązowe medale na 50 i 100 metrów.
Podczas igrzysk olimpijskich w Helsinkach (1952) odpadła w eliminacjach na 100 i 200 metrów.

## Rekordy życiowe
- Bieg na 100 metrów – 12,50 (1954)